# 不断革命 (政党)

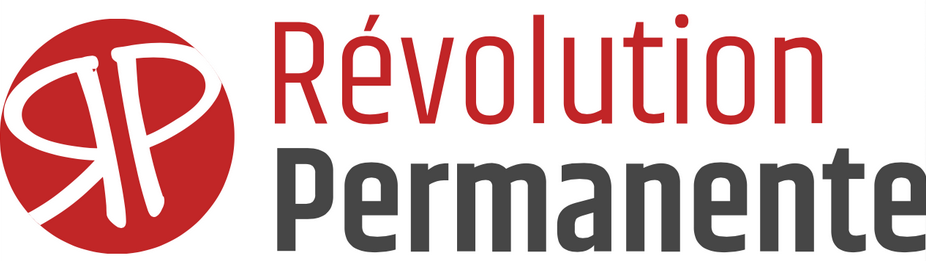
不断革命标志

不断革命（法語：Révolution permanente，缩写为RP）是法国的一个托洛茨基主义政党。它成立于2011年4月，当时取名为革命共产主义潮流，作为新反资本主义党的一个内部派别活动。它的前身是“争取革命倾向集体”派别，它曾在新反资本主义党第一次代表大会上支持“纲领4”，要求该党保持“工人党”的定位和阶级斗争，反对该党多数派提出的“斗争和社会运动党”的定位以及同让-吕克·梅朗雄领导的左翼阵线结盟。2022年12月18日，它退出新反资本主义党，并改组为“不断革命”党。
该党的政治立场是极左翼。自2011年起，出版刊物《不断革命》。该党是托洛茨基主义派—第四国际的支部。法国著名女演员阿黛拉·哈内尔是该党的支持者。